# Khadija Shaw
Khadija Monifa Shaw (Spanish Town, 1997. január 31. –) jamaicai női labdarúgó. Az angol Manchester City és a jamaicai válogatott támadója.

## Pályafutása
Lakóhelyén testvéreivel játszott gyermekkorában, tehetsége révén pedig hamar hírnévre tett szert környezetében. A Jamaicai labdarúgó-szövetség is értesült képességeiről és 12 évesen egy serdülő edzőtáborban bizonyíthatta rátermettségét.
Sikeres szereplésének köszönhetően már az utánpótlás válogatottakban találta magát és 14 évesen már az U20-as tizeneggyel is pályára léphetett.

### Klubcsapatokban

#### EFSC Titans
A főiskola befejezése után ösztöndíjjal került a Eastern Florida State College cocoai campuszára 2014-ben. Tanulmányai mellett intézménye csapatában is helyt állt és 24 találatot jegyzett 21 mérkőzésen az EFSC Titans színeiben két szezonja alatt.

#### Tennessee Volunteers
2017-ben a Tennessee-i Egyetem kommunikációs szakán folytatta és remekelt a Volunteers-nél 35 meccsen 27 góljával mindemellett a Délkeleti Konferencia az Év támadója díjjal tüntette ki. Eredményes szezonja végeztével azonban nem vett részt az NWSL draftján, úgy döntött más kihívások után néz.

#### Florida Krush
Egy találkozón egy gólt szerzett a Krush együttesében a WPSL bajnokságában.

#### Bordeaux
Első profi szerződését 2019. június 7-én írta alá a francia Girondins Bordeaux gárdájához.
Augusztus 24-én a FC Fleury ellen két góllal mutatkozott be új csapatában, majd két héttel később a Dijon ellen megismételte teljesítményét. Az idény végén pedig 15 mérkőzésen 10 gólt ért el. Következő évében bajnoki bronzérmet szerzett és a liga legeredményesebb játékosaként 22 találattal végzett a góllövőlista élén.

#### Manchester City
2021. június 17-én hároméves szerződést írt alá a Manchester City csapatához.

### A válogatottban
Az utánpótlás csapatoknál elért sikerek után 2015. augusztus 23-án két góllal debütált a Dominikai Köztársaság elleni olimpiai selejtezőn, az októberben rendezett bronzéremmel végződött Aranykupán háromszor volt eredményes. Részt vett országa első világbajnokságán, azonban nem sikerült betalálnia ellenfeleinek.

## Magánélete
Spanish Townban született tizenhárom gyermekes családban. Édesapja cipész, édesanyja baromfitenyésztő. Gyermekként négy testvérét – hárman a környék bandái közötti ellenségeskedések áldozatai lettek – és két unokatestvérét is elveszítette. 2018-ban a Guardian az Év labdarúgójává választotta.

## Sikerei

### Klubcsapatokban
Francia bajnoki bronzérmes (1):
- Bordeaux (1): 2020–21

### Egyéni
Francia gólkirálynő (1): 2020–21 (22 gól)

### A válogatottban
Jamaica
- Aranykupa bronzérmes (1): 2018[7]

## Statisztikái

### Klubcsapatokban
2021. június 5-ével bezárólag
| Klub                 | Szezon           | Bajnokság | Bajnokság | Kupa  | Kupa | Nemzetközi | Nemzetközi | Össz. | Össz. |
| Klub                 | Szezon           | Mérk.     | Gól       | Mérk. | Gól  | Mérk.      | Gól        | Mérk. | Gól   |
| -------------------- | ---------------- | --------- | --------- | ----- | ---- | ---------- | ---------- | ----- | ----- |
| EFSC Titans          | 2015–2016        | 21        | 24        | 0     | 0    | 0          | 0          | 21    | 24    |
| EFSC Titans          | Összesen         | 21        | 24        | 0     | 0    | 0          | 0          | 21    | 24    |
| Tennessee Volunteers | 2017–2018        | 35        | 27        | 0     | 0    | 0          | 0          | 35    | 27    |
| Tennessee Volunteers | Összesen         | 35        | 27        | 0     | 0    | 0          | 0          | 35    | 27    |
| Florida Krush        | 2018             | 1         | 1         | 0     | 0    | 0          | 0          | 1     | 1     |
| Florida Krush        | Összesen         | 1         | 1         | 0     | 0    | 0          | 0          | 1     | 1     |
| Bordeaux             | 2019–20          | 15        | 10        | 0     | 0    | 0          | 0          | 15    | 10    |
| Bordeaux             | 2020–21          | 20        | 22        | 1     | 2    | 0          | 0          | 21    | 24    |
| Bordeaux             | Összesen         | 35        | 32        | 1     | 2    | 0          | 0          | 36    | 34    |
| Manchester City      | 2021–22          | 0         | 0         | 0     | 0    | 0          | 0          | 0     | 0     |
| Manchester City      | Összesen         | 0         | 0         | 0     | 0    | 0          | 0          | 0     | 0     |
| Karrier összesen     | Karrier összesen | 92        | 84        | 1     | 2    | 0          | 0          | 93    | 86    |

### A válogatottban
2024. december 3-áig bezárólag
| Jamaica színeiben szerzett góljai | Jamaica színeiben szerzett góljai | Jamaica színeiben szerzett góljai                          | Jamaica színeiben szerzett góljai | Jamaica színeiben szerzett góljai | Jamaica színeiben szerzett góljai | Jamaica színeiben szerzett góljai                 | Jamaica színeiben szerzett góljai |
| --------------------------------- | --------------------------------- | ---------------------------------------------------------- | --------------------------------- | --------------------------------- | --------------------------------- | ------------------------------------------------- | --------------------------------- |
|                                   |                                   |                                                            |                                   |                                   |                                   |                                                   |                                   |
| Gól                               | Dátum                             | Helyszín                                                   | Ellenfél                          | Találat                           | Eredmény                          | Esemény                                           | Forrás                            |
| 1                                 | 2015. augusztus 23.               | Estadio Panamericano, San Cristóbal, Dominikai Köztársaság | Dominikai Köztársaság             | 1–0                               | 6–0                               | Olimpiai selejtező                                |                                   |
| 2                                 | 2015. augusztus 23.               | Estadio Panamericano, San Cristóbal, Dominikai Köztársaság | Dominikai Köztársaság             | 3–0                               |                                   | Olimpiai selejtező                                |                                   |
| 3                                 | 2015. augusztus 25.               | Estadio Panamericano, San Cristóbal, Dominikai Köztársaság | Dominikai Közösség                | 3–0                               | 12–0                              | Olimpiai selejtező                                |                                   |
| 4                                 | 2018. május 9.                    | Stade Sylvio Cator, Port-au-Prince, Haiti                  | Guadeloupe                        | 1–0                               | 13–0                              | 2018-as Aranykupa selejtező                       |                                   |
| 5                                 | 2018. május 9.                    | Stade Sylvio Cator, Port-au-Prince, Haiti                  | Guadeloupe                        | 4–0                               |                                   | 2018-as Aranykupa selejtező                       |                                   |
| 6                                 | 2018. május 9.                    | Stade Sylvio Cator, Port-au-Prince, Haiti                  | Guadeloupe                        | 5–0                               |                                   | 2018-as Aranykupa selejtező                       |                                   |
| 7                                 | 2018. május 9.                    | Stade Sylvio Cator, Port-au-Prince, Haiti                  | Guadeloupe                        | 7–0                               |                                   | 2018-as Aranykupa selejtező                       |                                   |
| 8                                 | 2018. május 9.                    | Stade Sylvio Cator, Port-au-Prince, Haiti                  | Guadeloupe                        | 9–0                               |                                   | 2018-as Aranykupa selejtező                       |                                   |
| 9                                 | 2018. május 9.                    | Stade Sylvio Cator, Port-au-Prince, Haiti                  | Guadeloupe                        | 11–0                              |                                   | 2018-as Aranykupa selejtező                       |                                   |
| 10                                | 2018. május 11.                   | Stade Sylvio Cator, Port-au-Prince, Haiti                  | Martinique                        | 3–0                               | 3–0                               | 2018-as Aranykupa selejtező                       |                                   |
| 11                                | 2018. május 13.                   | Stade Sylvio Cator, Port-au-Prince, Haiti                  | Haiti                             | 2–2                               | 2–2                               | 2018-as Aranykupa selejtező                       |                                   |
| 12                                | 2018. július 19.                  | Estadio Moderno Julio Torres, Barranquilla, Kolumbia       | Venezuela                         | 1–0                               | 1–2                               | 2018-as Közép-amerikai és karib-szigeteki játékok |                                   |
| 13                                | 2018. július 21.                  | Estadio Moderno Julio Torres, Barranquilla, Kolumbia       | Costa Rica                        | 1–0                               | 1–2                               | 2018-as Közép-amerikai és karib-szigeteki játékok |                                   |
| 14                                | 2018. augusztus 25.               | Függetlenségi Park, Kingston, Jamaica                      | Antigua és Barbuda                | 3–0                               | 9–0                               | 2018-as Aranykupa selejtező                       |                                   |
| 15                                | 2018. augusztus 25.               | Függetlenségi Park, Kingston, Jamaica                      | Antigua és Barbuda                | 5–0                               |                                   | 2018-as Aranykupa selejtező                       |                                   |
| 16                                | 2018. augusztus 25.               | Függetlenségi Park, Kingston, Jamaica                      | Antigua és Barbuda                | 6–0                               |                                   | 2018-as Aranykupa selejtező                       |                                   |
| 17                                | 2018. augusztus 27.               | Függetlenségi Park, Kingston, Jamaica                      | Bermuda                           | 3–0                               | 4–0                               | 2018-as Aranykupa selejtező                       |                                   |
| 18                                | 2018. augusztus 31.               | Függetlenségi Park, Kingston, Jamaica                      | Trinidad és Tobago                | 2–1                               | 4–1                               | 2018-as Aranykupa selejtező                       |                                   |
| 19                                | 2018. augusztus 31.               | Függetlenségi Park, Kingston, Jamaica                      | Trinidad és Tobago                | 3–1                               |                                   | 2018-as Aranykupa selejtező                       |                                   |
| 20                                | 2018. szeptember 2.               | Függetlenségi Park, Kingston, Jamaica                      | Kuba                              | 2–0                               | 6–1                               | 2018-as Aranykupa selejtező                       |                                   |
| 21                                | 2018. szeptember 2.               | Függetlenségi Park, Kingston, Jamaica                      | Kuba                              | 5–0                               |                                   | 2018-as Aranykupa selejtező                       |                                   |
| 22                                | 2018. október 8.                  | H-E-B Park, Edinburg, Egyesült Államok                     | Costa Rica                        | 1–0                               | 1–0                               | 2018-as női CONCACAF-aranykupa                    |                                   |
| 23                                | 2018. október 11.                 | H-E-B Park, Edinburg, Egyesült Államok                     | Kuba                              | 1–0                               | 9–0                               | 2018-as női CONCACAF-aranykupa                    |                                   |
| 24                                | 2018. október 17.                 | Toyota Stadion, Frisco, Egyesült Államok                   | Panama                            | 1–0                               | 2–2                               | 2018-as női CONCACAF-aranykupa                    |                                   |
| 25                                | 2019. március 3.                  | Montego Bay Sports Complex, Montego Bay, Jamaica           | Chile                             | 1–1                               | 3–2                               | Barátságos mérkőzés                               |                                   |
| 26                                | 2019. március 3.                  | Montego Bay Sports Complex, Montego Bay, Jamaica           | Chile                             | 2–1                               |                                   | Barátságos mérkőzés                               |                                   |
| 27                                | 2019. április 7.                  | Moses Mabhida Stadion, Durban, Dél-afrikai Köztársaság     | Dél-afrikai Köztársaság           | 1–1                               | 1–1                               | Barátságos mérkőzés                               |                                   |
| 28                                | 2019. május 19.                   | Függetlenségi Park, Kingston, Jamaica                      | Panama                            | 1–0                               | 3–1                               | Barátságos mérkőzés                               |                                   |
| 29                                | 2019. május 19.                   | Függetlenségi Park, Kingston, Jamaica                      | Panama                            | 2–0                               |                                   | Barátságos mérkőzés                               |                                   |
| 30                                | 2019. május 28.                   | Hampden Park, Glasgow, Skócia                              | Skócia                            | 1–0                               | 2–3                               | Barátságos mérkőzés                               |                                   |
| 31                                | 2019. május 28.                   | Hampden Park, Glasgow, Skócia                              | Skócia                            | 2–2                               |                                   | Barátságos mérkőzés                               |                                   |
| 32                                | 2019. október 4.                  | Függetlenségi Park, Kingston, Jamaica                      | Barbados                          | 7–0                               | 7–0                               | Olimpiai selejtező                                |                                   |
| 33                                | 2019. október 6.                  | Függetlenségi Park, Kingston, Jamaica                      | Saint Lucia                       | 1–0                               | 11–0                              | Olimpiai selejtező                                |                                   |
| 34                                | 2019. október 6.                  | Függetlenségi Park, Kingston, Jamaica                      | Saint Lucia                       | 3–0                               |                                   | Olimpiai selejtező                                |                                   |
| 35                                | 2019. október 6.                  | Függetlenségi Park, Kingston, Jamaica                      | Saint Lucia                       | 6–0                               |                                   | Olimpiai selejtező                                |                                   |
| 36                                | 2019. október 8.                  | Függetlenségi Park, Kingston, Jamaica                      | Amerikai Virgin-szigetek          | 1–0                               | 7–0                               | Olimpiai selejtező                                |                                   |
| 37                                | 2019. október 8.                  | Függetlenségi Park, Kingston, Jamaica                      | Amerikai Virgin-szigetek          | 3–0                               |                                   | Olimpiai selejtező                                |                                   |
| 38                                | 2019. október 8.                  | Függetlenségi Park, Kingston, Jamaica                      | Amerikai Virgin-szigetek          | 4–0                               |                                   | Olimpiai selejtező                                |                                   |
| 39                                | 2019. október 8.                  | Függetlenségi Park, Kingston, Jamaica                      | Amerikai Virgin-szigetek          | 5–0                               |                                   | Olimpiai selejtező                                |                                   |
| 40                                | 2019. október 8.                  | Függetlenségi Park, Kingston, Jamaica                      | Amerikai Virgin-szigetek          | 7–0                               |                                   | Olimpiai selejtező                                |                                   |
| 41                                | 2020. február 4.                  | H-E-B Park, Edinburg, Egyesült Államok                     | Saint Kitts és Nevis              | 1–0                               | 7–0                               | Olimpiai selejtező                                |                                   |
| 42                                | 2020. február 4.                  | H-E-B Park, Edinburg, Egyesült Államok                     | Saint Kitts és Nevis              | 4–0                               |                                   | Olimpiai selejtező                                |                                   |
| 43                                | 2022. február 17.                 | Függetlenségi Park, Kingston, Jamaica                      | Bermuda                           | 3–0                               | 4–0                               | 2022-es Aranykupa selejtező                       |                                   |
| 44                                | 2022. február 17.                 | Függetlenségi Park, Kingston, Jamaica                      | Bermuda                           | 4–0                               | 4–0                               | 2022-es Aranykupa selejtező                       |                                   |
| 45                                | 2022. február 20.                 | Kirani James Stadion, St. George’s, Grenada                | Grenada                           | 3–0                               | 6–1                               | 2022-es Aranykupa selejtező                       |                                   |
| 46                                | 2022. február 20.                 | Kirani James Stadion, St. George’s, Grenada                | Grenada                           | 6–1                               | 6–1                               | 2022-es Aranykupa selejtező                       |                                   |
| 47                                | 2022. április 9.                  | Truman Bodden Sports Complex, George Town, Kajmán-szigetek | Kajmán-szigetek                   | 6–0                               | 9–0                               | 2022-es Aranykupa selejtező                       |                                   |
| 48                                | 2022. április 9.                  | Truman Bodden Sports Complex, George Town, Kajmán-szigetek | Kajmán-szigetek                   | 7–0                               | 9–0                               | 2022-es Aranykupa selejtező                       |                                   |
| 49                                | 2022. április 9.                  | Truman Bodden Sports Complex, George Town, Kajmán-szigetek | Kajmán-szigetek                   | 8–0                               | 9–0                               | 2022-es Aranykupa selejtező                       |                                   |
| 50                                | 2022. április 12.                 | Sabina Park, Kingston, Jamaica                             | Dominikai Köztársaság             | 4–1                               | 5–1                               | 2022-es Aranykupa selejtező                       |                                   |
| 51                                | 2022. április 12.                 | Sabina Park, Kingston, Jamaica                             | Dominikai Köztársaság             | 5–1                               | 5–1                               | 2022-es Aranykupa selejtező                       |                                   |
| 52                                | 2022. július 4.                   | Estadio Universitario, San Nicolás de los Garza, Mexikó    | Mexikó                            | 1–0                               | 1–0                               | 2022-es Aranykupa selejtező                       |                                   |
| 53                                | 2022. július 11.                  | Estadio BBVA Bancomer, Guadalupe, Mexikó                   | Haiti                             | 2–0                               | 4–0                               | 2022-es Aranykupa selejtező                       |                                   |
| 54                                | 2022. július 11.                  | Estadio BBVA Bancomer, Guadalupe, Mexikó                   | Haiti                             | 3–0                               | 4–0                               | 2022-es Aranykupa selejtező                       |                                   |
| 55                                | 2022. november 13.                | Függetlenségi Park, Kingston, Jamaica                      | Paraguay                          | 1–2                               | 1–2                               | Barátságos mérkőzés                               | [ 8 ]                             |
| 56                                | 2024. december 3.                 | Montego Bay Sports Complex, Montego Bay, Jamaica           | Dél-afrikai Köztársaság           | 2–0                               | 3–0                               | Barátságos mérkőzés                               | [ 9 ]                             |
| 57                                | 2024. december 3.                 | Montego Bay Sports Complex, Montego Bay, Jamaica           | Dél-afrikai Köztársaság           | 3–0                               | 3–0                               | Barátságos mérkőzés                               | [ 9 ]                             |